# Лёгкая атлетика на летних Олимпийских играх 2016 — эстафета 4×400 метров (женщины)
Соревнования в эстафете 4×400 метров у женщин на Олимпийских играх 2016 года в Рио-де-Жанейро прошли 19 и 20 августа 2016 года на Олимпийском стадионе.
В ранге олимпийских чемпионок 2012 года на старт вышли представительницы США. При этом на обоих чемпионатах мира, прошедших с момента той лондонской победы, американки проиграли. В 2013 году золото завоевали россиянки (пропускавшие Игры в Рио из-за дисквалификации национальной федерации), а первыми в 2015 году стали представительницы Ямайки.
Свои претензии на победу и желание прервать неудачную серию американки обозначили ещё в предварительных забегах, пройдя в финал с первым временем и лучшим в истории для этой стадии соревнований. В финале они не оставили шансов конкуренткам, обойдя соперниц из Ямайки более чем на 1 секунду. Этот олимпийский титул стал для США 6-м подряд в женской эстафете 4×400 метров и 7-м вообще.
Эллисон Феликс стала шестикратной олимпийской чемпионкой (всего на её счету 9 наград различного достоинства).

## Рекорды
До начала летних Олимпийских игр 2016 года мировой и олимпийский рекорды были следующими:
| Мировой рекорд     | Татьяна Ледовская, Ольга Назарова, Мария Пинигина, Ольга Брызгина (СССР) | 3.15,17 | Сеул | 1 октября 1988 |
| Олимпийский рекорд | Татьяна Ледовская, Ольга Назарова, Мария Пинигина, Ольга Брызгина (URS)  | 3.15,17 | Сеул | 1 октября 1988 |

## Призёры
| Золото | Серебро | Бронза                                                                                      |
| США · Кортни Около · Наташа Хастингс · Филлис Фрэнсис · Эллисон Феликс · Тейлор Эллис-Уотсон · Франсена Маккорори | Ямайка · Стефени Энн Макферсон · Анниша Маклафлин-Уилби · Шерика Джексон · Новлен Уильямс-Миллс · Кристин Дэй · Крисанн Гордон | Великобритания · Эйлид Дойл · Аника Онуора · Эмили Даймонд · Кристин Охуруогу · Келли Мэсси |

## Расписание
| Дата                     | Время | Раунд                  |
| ------------------------ | ----- | ---------------------- |
| Пятница, 19 августа 2016 | 20:40 | Предварительные забеги |
| Суббота, 20 августа 2016 | 22:00 | Финал                  |

Время местное (UTC-3)

## Результаты

### Предварительные забеги
Квалификация: первые 3 команды с каждого забега (Q) и 2 команды с лучшим временем (q) проходили в финал.
Результат сборной Германии — 3.26,02 — самый быстрый в истории для команд, не отобравшихся в финал.

#### Забег 1
| Место | Страна     | Спортсмены                                                             | Время   | Примечание |
| ----- | ---------- | ---------------------------------------------------------------------- | ------- | ---------- |
| 1     | США        | Кортни Около, Тейлор Эллис-Уотсон, Франсена Маккорори, Филлис Фрэнсис  | 3:21.42 | Q, SB      |
| 2     | Украина    | Алина Логвиненко, Ольга Бибик, Татьяна Мельник, Ольга Земляк           | 3:24.54 | Q, SB      |
| 3     | Польша     | Малгожата Голуб, Патриция Выцишкевич, Ига Баумгарт, Юстина Свенти      | 3:25.34 | Q, SB      |
| 4     | Австралия  | Джессика Торнтон, Аннелиз Руби, Кейтлин Сарджент-Джонс, Морган Митчелл | 3:25.71 | q, SB      |
| 5     | Франция    | Фара Анашарсис, Бриджитт Нтиамоа, Мари Гайо, Флория Гей                | 3:26.18 |            |
| 6     | Нидерланды | Мадия Гафур, Лизанне Де Витте, Никки ван Лёверен, Лаура Де Витте       | 3:26.98 | NR         |
| 7     | Румыния    | Аделина Пастор, Анамария Ионицэ, Андреа Миклос, Бьянка Рэзор           | 3:29.87 |            |
| 8     | Бразилия   | Жоэлма Соуза, Гейса Коутиньо, Летисия де Соуза, Жаилма де Лима         | 3:30.27 | SB         |

#### Забег 2
| Место | Страна            | Спортсмены                                                                      | Время   | Примечание |
| ----- | ----------------- | ------------------------------------------------------------------------------- | ------- | ---------- |
| 1     | Ямайка            | Кристин Дэй, Анниша Маклафлин-Уилби, Крисанн Гордон, Новлен Уильямс-Миллс       | 3:22.38 | Q, SB      |
| 2     | Великобритания    | Эмили Даймонд, Аника Онуора, Келли Мэсси, Кристин Охуруогу                      | 3:24.81 | Q, SB      |
| 3     | Канада            | Карлин Мьюр, Алисия Браун, Ноэль Монкалм, Сейдж Уотсон                          | 3:24.94 | Q, SB      |
| 4     | Италия            | Мария Бенедикта Чигболу, Мария Энрика Спакка, Айомиде Фолорунсо, Либания Гренот | 3:25.16 | q, NR      |
| 5     | Германия          | Лаура Мюллер, Фридерике Мёленкамп, Лара Хоффман, Рут София Шпельмайер           | 3:26.02 | SB         |
| 6     | Багамские Острова | Ланес Кларк , Антоника Страчан, Кармиша Кокс, Кристин Амертил                   | 3:26.36 | NR         |
| 7     | Индия             | Нирмала Шеоран, Тинту Лукка, Пувамма Мачеттира, Анилда Томас                    | 3:29.53 |            |
| 8     | Куба              | Лиснейди Вейтия, Хильда Казанова, Роксана Гомес, Дайсурами Бонне                | 3:30.11 | SB         |

### Финал
| Место | Страна         | Спортсмены                                                                          | Время   | Примечание |
| ----- | -------------- | ----------------------------------------------------------------------------------- | ------- | ---------- |
| 1     | США            | Кортни Около, Наташа Хастингс, Филлис Фрэнсис, Эллисон Феликс                       | 3:19.06 | SB         |
| 2     | Ямайка         | Стефени Энн Макферсон, Анниша Маклафлин-Уилби, Шерика Джексон, Новлен Уильямс-Миллс | 3:20.34 | SB         |
| 3     | Великобритания | Эйлид Дойл, Аника Онуора, Эмили Даймонд, Кристин Охуруогу                           | 3:25.88 |            |
| 4     | Канада         | Карлин Мьюр, Алисия Браун, Ноэль Монкалм, Сейдж Уотсон                              | 3:26.43 |            |
| 5     | Украина        | Алина Логвиненко, Ольга Бибик, Татьяна Мельник, Ольга Земляк                        | 3:26.64 |            |
| 6     | Италия         | Мария Бенедикта Чигболу, Мария Энрика Спакка, Айомиде Фолорунсо, Либания Гренот     | 3:27.05 |            |
| 7     | Польша         | Малгожата Голуб, Патриция Выцишкевич, Ига Баумгарт, Юстина Свенти                   | 3:27.28 |            |
| 8     | Австралия      | Джессика Торнтон, Аннелиз Руби, Кейтлин Сарджент-Джонс, Морган Митчелл              | 3:27.45 |            |